# Чужак в чужой стране (Остаться в живых)
Чужак в чужой стране (англ. Stranger in Strange Land) — девятая серия третьего сезона американского телесериала «Остаться в живых». Это седьмая серия Джека Шепарда за сериал. Сценарий серии написан Элизабет Сарнофф и Кристиной Ким, режиссёр — Пэрис Барклай.

## Сюжет

### Воспоминания
Джек Шепард находится на отдыхе в Таиланде. Там у него начинается роман с местной девушкой. Они много времени проводят вместе. Тайка (ее зовут Ачера) мало про себя рассказывает, но вскоре Джек узнаёт, что у неё есть дар — она делает татуировки, которые отражают суть человека. Джек просит её сделать ему татуировку, но она говорит, что может делать тату только местным. Но Джек заставляет её сделать тату. На следующий день к нему приходят местные во главе с братом Ачеры и избивают Джека. Они говорят, чтобы он уехал из Таиланда и больше туда не возвращался.

### Остров
Джека посадили в бывшую камеру Сойера, а Джульет за то, что она просила Джека убить Бена и за то, что она убила Пикета, в камеру. Её будет судить шериф других — Изабел. Она коротко разговаривает с Джеком по поводу его татуировки, но тот не хочет разговаривать. Другие заставляют Джульет сделать снимки швов Бена и показать их Джеку. Тот узнает, что Джульет могут даже приговорить к смерти. Джек смотрит снимки швов Бена и говорит, что у него пошло заражение и он может даже умереть. Карл, Сойер и Кейт приплыли на большой остров. Кейт расстроена, что Джек остался у других. Карл плачет из-за разлуки с Алекс. Сойер говорит ему возвращаться к ней и отпускает его. К клетке Джека другие подгоняют захваченных в плен людей из хвоста в самолёте. Здесь дети и стюардесса Синди. Джек их прогоняет. Начинается суд над Джульет. В это время с Джеком разговаривает Алекс. Она открывает его клетку, и Джек идёт к Бену. Он рассказывает ему о заражении и предлагает свои услуги врача. Бен ещё раз обещает Джеку отпустить его. Джек хочет спасти Джульет. Он заставляет Бена писать помилование и несёт его Изабел. Та отменяет казнь Джульет, но делает ей на спине клеймо. Другие собираются уезжать с маленького острова на большой. Изабел вновь говорит с Джеком о его татуировке. На тайском там написано: «он среди нас, но он не такой, как мы». Шериф перевела её, но не так поняла. Здесь речь идёт не о других и Джеке, а о том, что Джек — лидер, но поэтому он одинок. Другие и Джек уплывают с маленького острова.

## Создание
Это первая серия, режиссёром которой выступил Пэрис Бэрклей. Ранее Бэрклей стал лауреатом двух премий «Эмми» за режиссуру некоторых серий сериала «NYPD Blue».
Почти вся серия, за исключением сцены, где Кейт, Сойер и Карл плывут к главному острову (данная сцена снята в Канэохской Бухте, недалеко от Гавайских островов), была снята на острове Оаху.

## Отзывы
Серию посмотрело почти 13 млн зрителей в Соединенных Штатах, что больше, чем у телесериалов «Мыслить как преступник» и «C.S.I.: Место преступления Нью-Йорк», однако меньше, чем количество зрителей в прошлом году в тот же период, когда эпизод «Один из них» посмотрело более 18 миллионов американцев. Тем не менее, рейтинг сериала сделал его самым популярным среди зрителей 18—49 лет третью неделю подряд.
Эпизод получил преимущественно негативные отзывы критиков. Крис Каработт из IGN назвал этот эпизод «не более, чем переходным и это было необходимо, для передачи такого формата, как „Остаться в живых“, но не обосновывает плохое исполнение и неинтересный сюжет». Позже IGN назвал его худшим эпизодом сериала, охарактеризовав как «скучный и бессмысленный». Обозреватель сайта Cinemablend.com Джош Спайгел назвал эпизод «первой чёрной полосой, а в целом третий сезон очень хорош». Макс Сколум из Filmfodder.com обратил внимание на «раздутый маркетинг, который не дал всех ответов, что он хотел».
Среди поклонников сериала «Чужак в чужой стране» часто считается одним из худших эпизодов сериала, и даже шоураннер Деймон Линделоф в одном из интервью назвал его таковым.